# Reijo
Reijo ist eine finnische Form des männlichen Vornamens Gregor.

## Namensträger
- Reijo Laksola (1952–2007), finnischer Eishockeyspieler
- Reijo Leppänen (* 1951), finnischer Eishockeyspieler
- Reijo Mäki (* 1958), finnischer Schriftsteller
- Reijo Mikkolainen (* 1964), finnischer Eishockeyspieler
- Reijo Ruotsalainen (* 1960), finnischer Eishockeyspieler
- Reijo Ståhlberg (* 1952), finnischer Kugelstoßer
- Reijo Taipale (1940–2019), finnischer Sänger
- Reijo Vähälä (1946–2024), finnischer Leichtathlet (Hochsprung)